# Cable de Categoría 2
Cable de Categoría 2 o simplemente Cat 2 es un tipo de cable de par trenzado no protegido (unshielded) definido por el estándar TIA/EIA-568-B. Esta categoría de cable es capaz de transmitir datos hasta 4 Mbit/s. Generalmente ya dejó de ser usado. pero su fecha de lanzamiento fue en 1910